# الحقيقة حول سانشو بانثا
الحقيقة حول سانشو بانثا (بالألمانية: Die Wahrheit über Sancho Pansa) قصة قصيرة ألمانية من تأليف الكاتب التشيكي فرانز كافكا، لم تنشر القصة خلال فترة حياة كافكا، ونشرت للمرة الأولى بعد سبع سنين من وفاته في عام 1931 ضمن مجموعة من قصصه تحت عنوان «سور الصين العظيم» (Beim Bau der Chinesischen Mauer) قام صديقه ماكس برود بتجميعها ونشرها في برلين، ظهرت أول الترجمات إلى الإنجليزية في عام 1933 في لندن. تتمحور القصة عن «سانشو بانثا» الشخصية الرئيسية في «دون كيخوتي» رواية الإسباني ميغيل دي ثيربانتس.